# Chiesa di Sant'Antonio e Sant'Eusebio
La chiesa di Sant'Antonio e Sant'Eusebio è una chiesa cattolica situata a Azzio, in Lombardia, edificata quale parte del monastero Santa Maria degli Angeli dei frati francescani Minori Riformati, oggi scomparso.

## Storia
Il  primo  edificio  di culto  costruito  in  quest’area dedicato  a  Sant’Eusebio risale  all’VIII secolo  d.C..  Ha  subito  durante  i secoli  tre  grandi  interventi  di  rifacimento,  conosciuti  grazie  agli  scavi  archeologici  svolti  nel 2012. 
Il 27 luglio 1608,  il canonico di S. Lorenzo di Cuvio Giambattista Marchetti donò la chiesetta di S. Eusebio di Azzio ai Frati Minori dell'Osservanza, affinché potessero edificarvi un loro convento. Sulla facciata della chiesa, una lapide di sasso testimonia la posa della prima pietra il 18 novembre 1608, da parte del vescovo di Como mons. Filippo Archinti. La chiesa, ricostruita dalle fondamenta e ampliata con I'aggiunta di quattro cappelle su lato di sinistra, dedicata a S. Antonio da Padova e a S. Eusebio vescovo e martire venne consacrata da mons. Aurelio Archinti, vescovo di Como, il 7 luglio dell'anno 1622.
Gli scavi archeologici hanno testimoniato l'utilizzo cimiteriale della chiesa: nella  navata  sono state rinvenute cinque  cripte funerarie. Si  tratta  delle  tombe  della  famiglia  de Vincenti,  degli  ossari  comuni  e  del  sepolcro  del Terzo  Ordine Francescano.  Sono stati esplotati inoltre  la  tomba  di  Carlo  Girolamo  I  Porta,  la  cui  nobile  famiglia era  residente nella   vicina   Villa Della Porta Bozzolo di Casalzuigno, e il cosiddetto putridarium, la cripta funeraria riservata  al Primo Ordine francescano.
Fu soppresso durante la Repubblica Cisalpina, nel 1797. Il complesso conventuale fu venduto.
Fu riaperta al culto la chiesa a seguito della donazione da privati nel 1978, mentre le restanti parti ancora esistenti (il refettorio, nonché il chiostro e la ghiacciaia restaurata) sono in proprietà a privati.

## Descrizione
Presenta l'architettura caratteristica delle chiese francescane dei Riformati, come se ne possono vedere altre in Lombardia: la navata unica è divisa in due segmenti, l'uno riservato ai fedeli con archi a sesto acuto che sostengono le travi a vista, l'altro diviso da una cancellata in ferro,  un tempo riservato ai frati, col presbiterio e il coro soffittati a volta, e con affreschi del locale artista Giovanni Battista Ronchelli da Cabiaglio, la “miracolosa concessione del Perdono d’Assisi” e “la Predicazione di San Giovanni da Capestrano”, purtroppo in parte andati perduti a causa della forte umidità.

Il pittore Frà Gerolamo Cotica da Premana, Minore osservante, realizzò nei primi decenni del ‘600 le tre tavole poste negli altari laterali:  San Francesco in estasi, Natività, santi dell’Ordine Francescano.

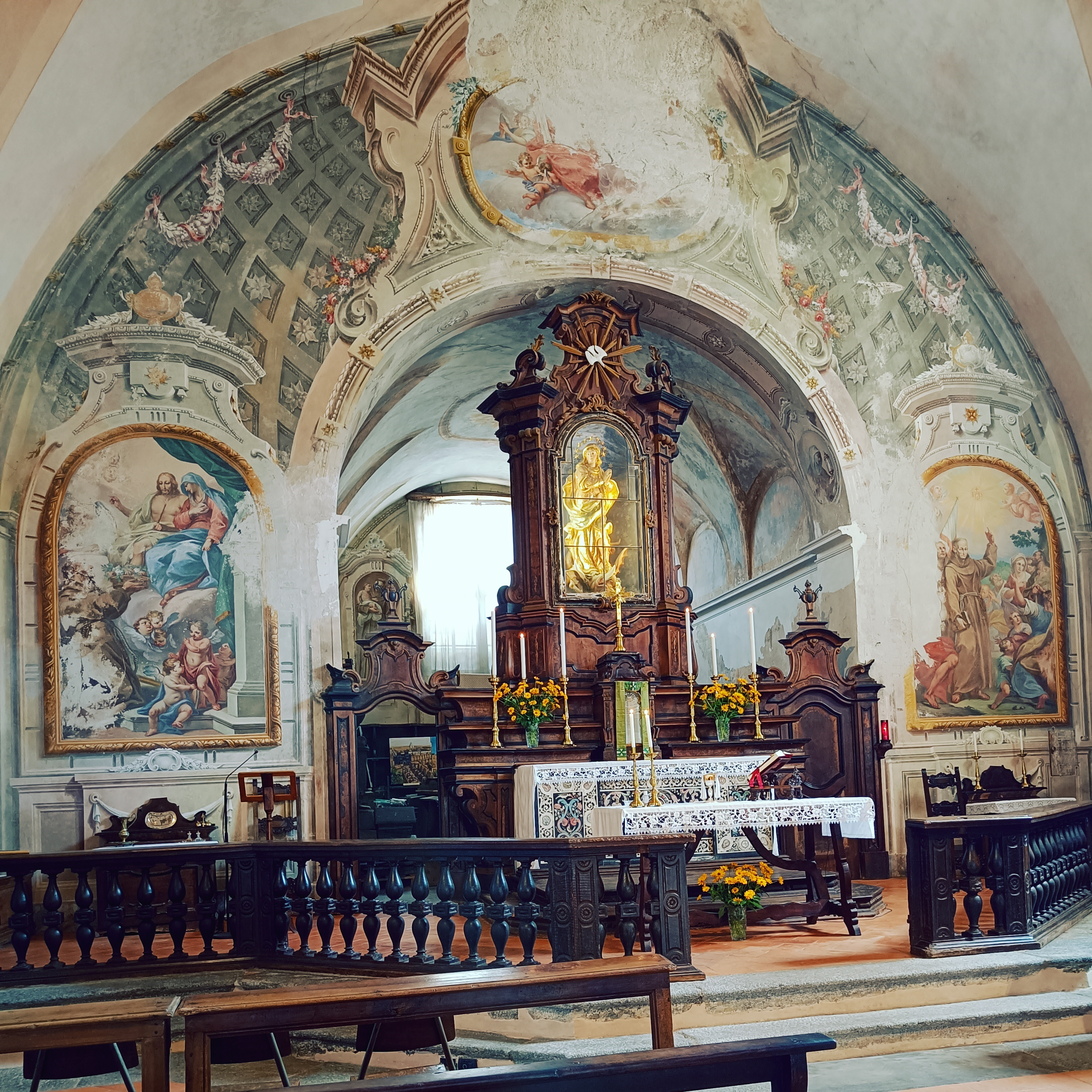
Altare maggiore
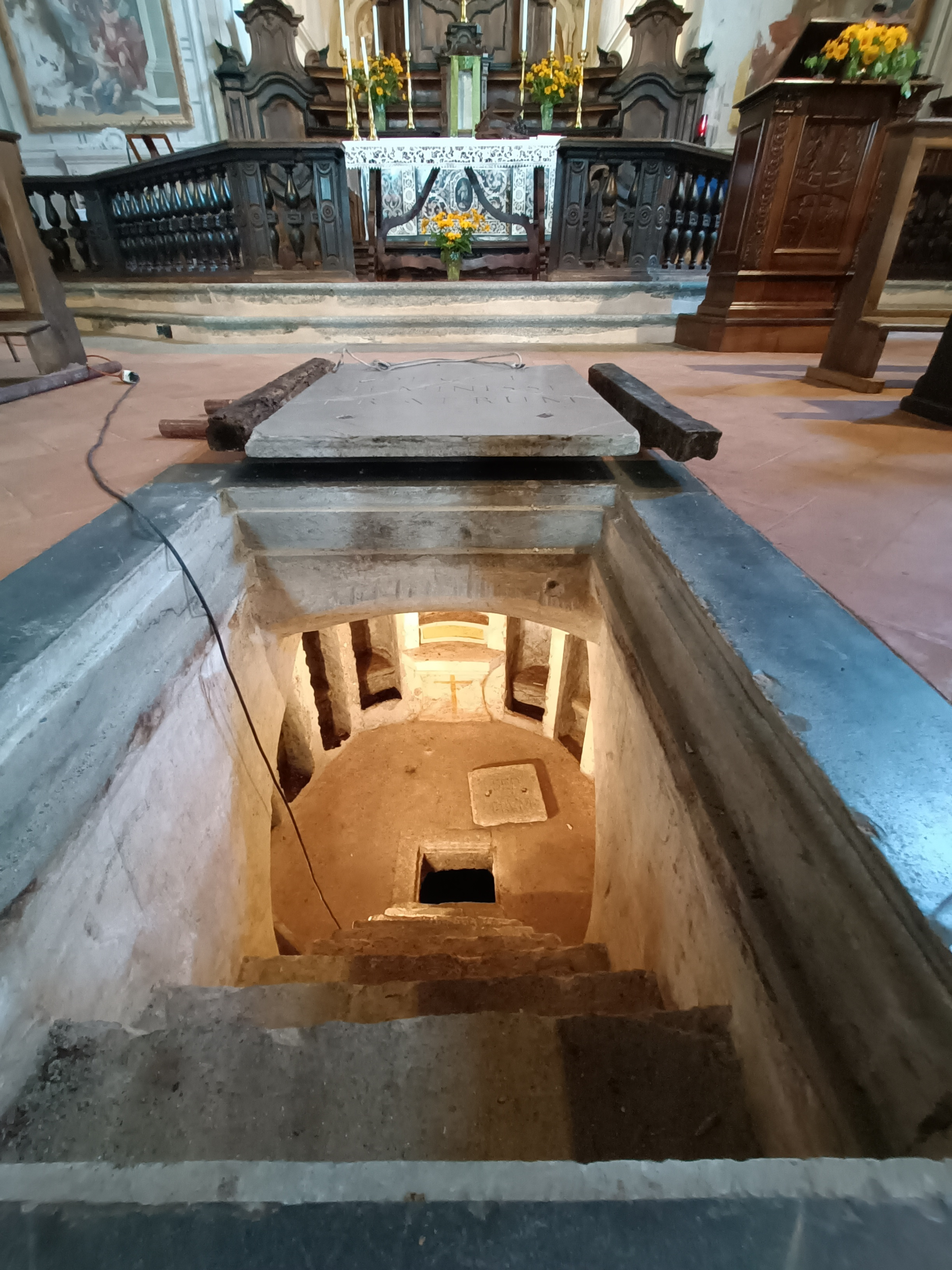
Putridarium dei francescani
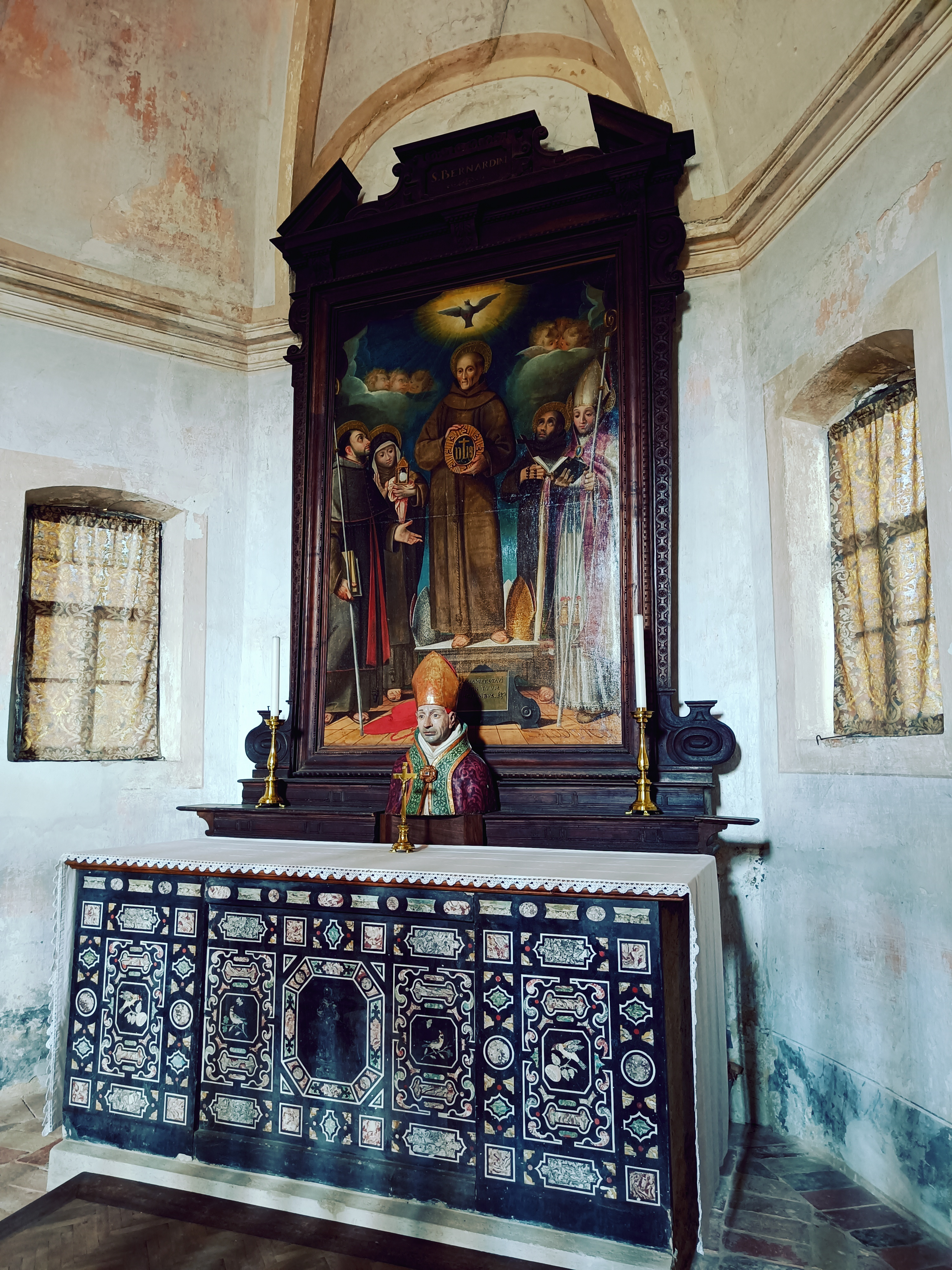
Gerolamo Cotica da Premana, Santi francescani